# Başdeğirmen, Siverek
Başdeğirmen là một xã thuộc huyện Siverek, tỉnh Şanlıurfa, Thổ Nhĩ Kỳ. Dân số thời điểm năm 2011 là 215 người.